# Blacus soror
Blacus soror är en stekelart som beskrevs av Van Achterberg 1988. Blacus soror ingår i släktet Blacus och familjen bracksteklar. Inga underarter finns listade.